# 움카른

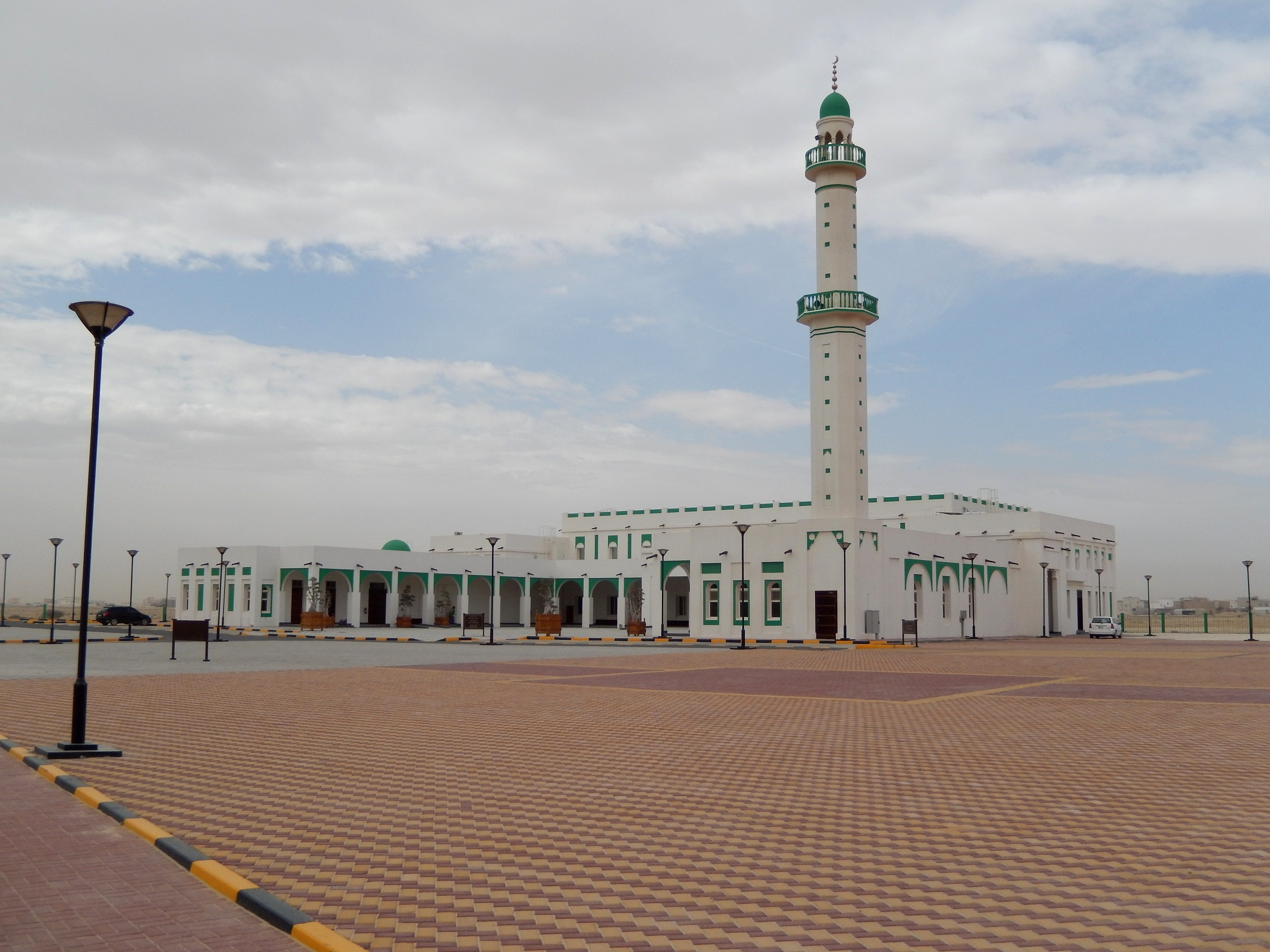
움카른의 대형 모스크

움카른(아랍어: أم قرن)은 알다옌 지방 자치체에 있는 카타르 마을이다. 알샤말 고속도로 바로 옆에 위치한 이 마을에는 지방 자치 사무소가 있으며 현재 지방 자치체의 행정 중심지 역할을 한다.

## 어원
이 정착촌은 지역 지리적 특징에서 이름을 따왔다. 움카른은 '납작한 모양의 언덕의 어머니'로 번역된다.

## 역사
1985년 7월, 정부는 물 부족에 시달리는 카타르 농촌 마을에 신선한 물을 공급하기 위한 캠페인을 시작했다고 발표했다. 이 캠페인의 일환으로 움카른에 물 공급을 위해 25,000 카타르 리얄이 할당되었다.

## 지리
움카른은 카타르 동부에 위치하며 수도 도하에서 약 35km 떨어져 있다. 알다옌 지방 자치체의 북부에 위치한다. 아부 타일라와 시마이즈마 마을이 근처에 있다.
이곳은 카타르 내륙 평야 지역 남부 구역의 가장 남쪽 경계를 이룬다. 이 남부 구역의 일부인 움카른 주변 지역은 작은 언덕과 골짜기가 특징이다. 로우다(함몰) 또한 흔한 지형이다. 이 지역의 고도는 3 미터 (9.8 ft)에서 45 미터 (148 ft)까지 다양하다.

## 명소
580에이커 규모의 씨수말 농장인 움카른 씨수말 농장이 이 마을에 위치해 있다. 이곳은 수십 마리의 챔피언 말을 수용하는 고급 마구간이자 "지구상에서 가장 성공적이고 비싼 경주마들의 번식지"이다. 미국의 잔디 씨앗을 심는 겨울철을 제외하고 대부분의 식량은 해외에서 수입된다.

## 개발
카타르 국가 마스터 플랜(QNMP)은 "카타르 국가 비전 2030의 공간적 표현"으로 설명된다. 주변 지역 사회에 봉사할 28개 중심 허브에 개발 전략을 구현하는 것을 목표로 하는 QNMP의 도시 중심 계획의 일환으로, 움카른은 세 번째로 높은 등급인 타운 센터로 지정되었다.
알다옌 지방 자치체는 시마이즈마와 같은 지방 자치체의 북부 정착촌을 위한 상업 및 행정 중심지로 움카른을 개발하고 있다. 현재 이 마을에는 이미 지방 자치 사무소, 지방 자치체 유일의 1차 보건소, 민방위 센터, 경찰서, 두 개의 초등학교가 있다. 관계자들은 마을에 지하철역을 건설할 미래 가능성에 대해 논의했다. 마을 전체 면적의 약 4분의 3은 비어 있다. 특히 공립학교와 새로운 정부 서비스 복합 단지와 같은 새로운 프로젝트가 현재 마을 중심부의 북동쪽에서 진행되고 있다. 지방 자치 공무원들은 정부 서비스 복합 단지 근처에 새로운 사무실 및 상업 공간을 만들 계획이다. 정부 서비스 복합 단지는 74,744m2 규모로 응급 및 경찰 서비스, 모스크, 1차 보건소를 포함할 예정이다. 41,267m2 규모의 사회 센터도 건설 중이다.

## 농업
아랍 카타르 가금류 생산 회사는 1984년에 설립되었으며 주요 가금류 농장은 움카른에 있다. 설립 이듬해인 1985년, 정부는 연간 육계 생산량을 4백만 마리로, 계란 생산량을 4천 5백만 개로 늘리는 프로젝트를 시행할 것이라고 발표했다.
움카른의 묘목장에서는 매년 30만 개 이상의 묘목이 재배된다. 이 묘목 대부분은 카타르의 여러 정부 부처에 배포된다. 묘목장은 약 20헥타르 면적에 7개의 재배 구역을 가지고 있다. 알코르 지방 자치체 인근 라우다 바킬라에 있는 묘목장은 2008년에 복원되었으며, 정부에서 연구 및 나무 생산에 사용된다.

## 교육
다음 학교들이 움카른에 위치해 있다:
| 학교 이름            | 교육과정 | 학년    | 성별        | 참고   |
| -------------------- | -------- | ------- | ----------- | ------ |
| Az Zaanen 초중등학교 | 독립     | 초/중등 | 여학생 전용 | [ 16 ] |
| Sumaismah 초등학교   | 독립     | 초등    | 남학생 전용 |        |